# Autoritratto con scena magica
Autoritratto con scena magica è un dipinto di Pieter van Laer, pittore olandese che fu lungamente attivo a Roma ove venne soprannominato Bamboccio.

## Storia
Fino al 1972 il dipinto era parte della collezione dei De Torres-Dragonetti, famiglia nobiliare residente a L'Aquila. Messo sul mercato antiquario, dopo vari passaggi il quadro venne acquisito nel 2005 dai coniugi newyorchesi Thomas e Daphne Kaplan ed inserito nella loro The Leiden Collection, raccolta di dipinti olandesi del Seicento.
Il quadro appartiene a quel filone pittorico, che a Roma ebbe un certo successo, dedicato alla raffigurazione di scene alchemiche e stregonesche. L'artista più attivo in questo campo fu Angelo Caroselli, pittore del quale - o di suoi allievi - ci sono pervenute diverse tele dedicate alla negromanzia. Con ogni probabilità questi precedenti, evidentemente noti al Bamboccio, fornirono al pittore olandese un punto di riferimento per il suo autoritratto alchemico, come dimostrano alcune riprese letterali dalle scene negromantiche del Caroselli e della sua cerchia. 
Più dipinti con questa provenienza - tra i quali uno dell'allievo del Caroselli Pietro Paolini - sono individuabili come precedenti prossimi al quadro del Van Laer. Il teschio sulle braci ardenti, il terrore dei protagonisti della scena, l'approssimarsi del diavolo, i cui artigli si affacciano nello spazio pittorico, appaiono infatti come chiare coincidenze tra gli esempi caroselliani e l'autoritratto dell'artista olandese.

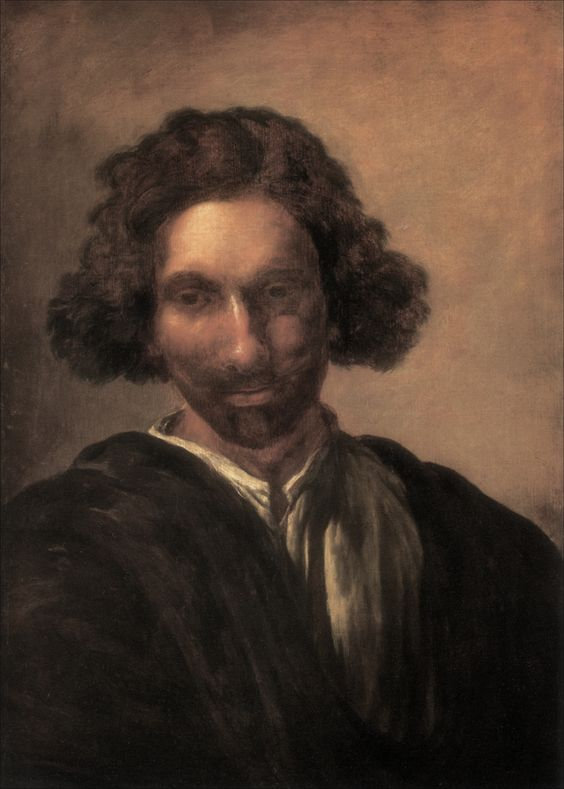
Pieter van Laer, Autoritratto, 1630-1635, Firenze, Uffizi

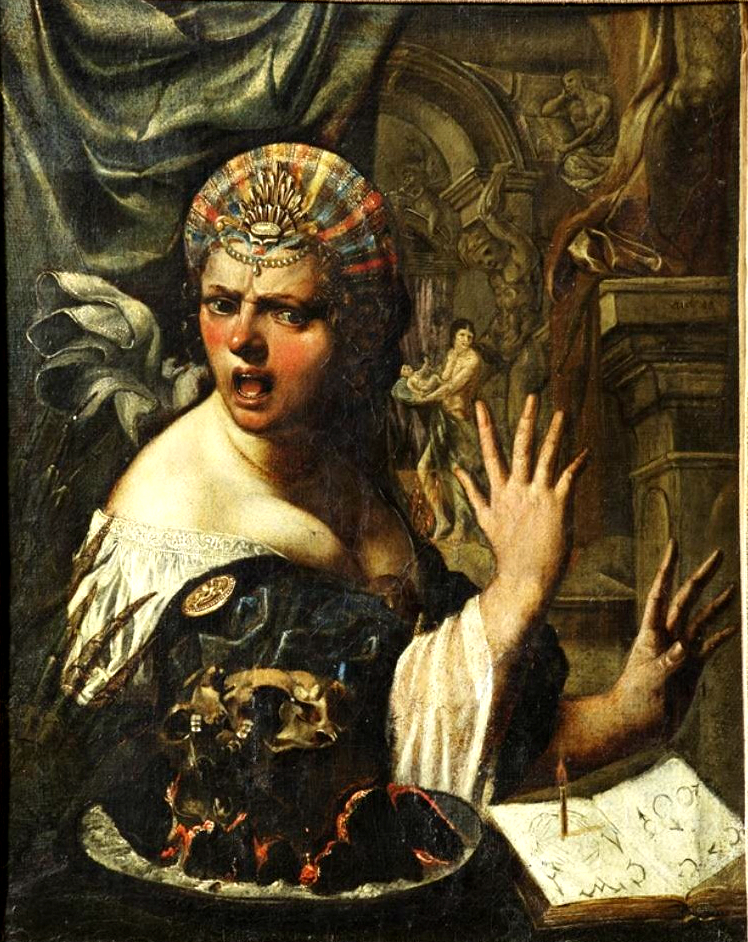
Angelo Caroselli, Negromante o Strega, 1620-1630,  Ancona, Pinacoteca Francesco Podesti
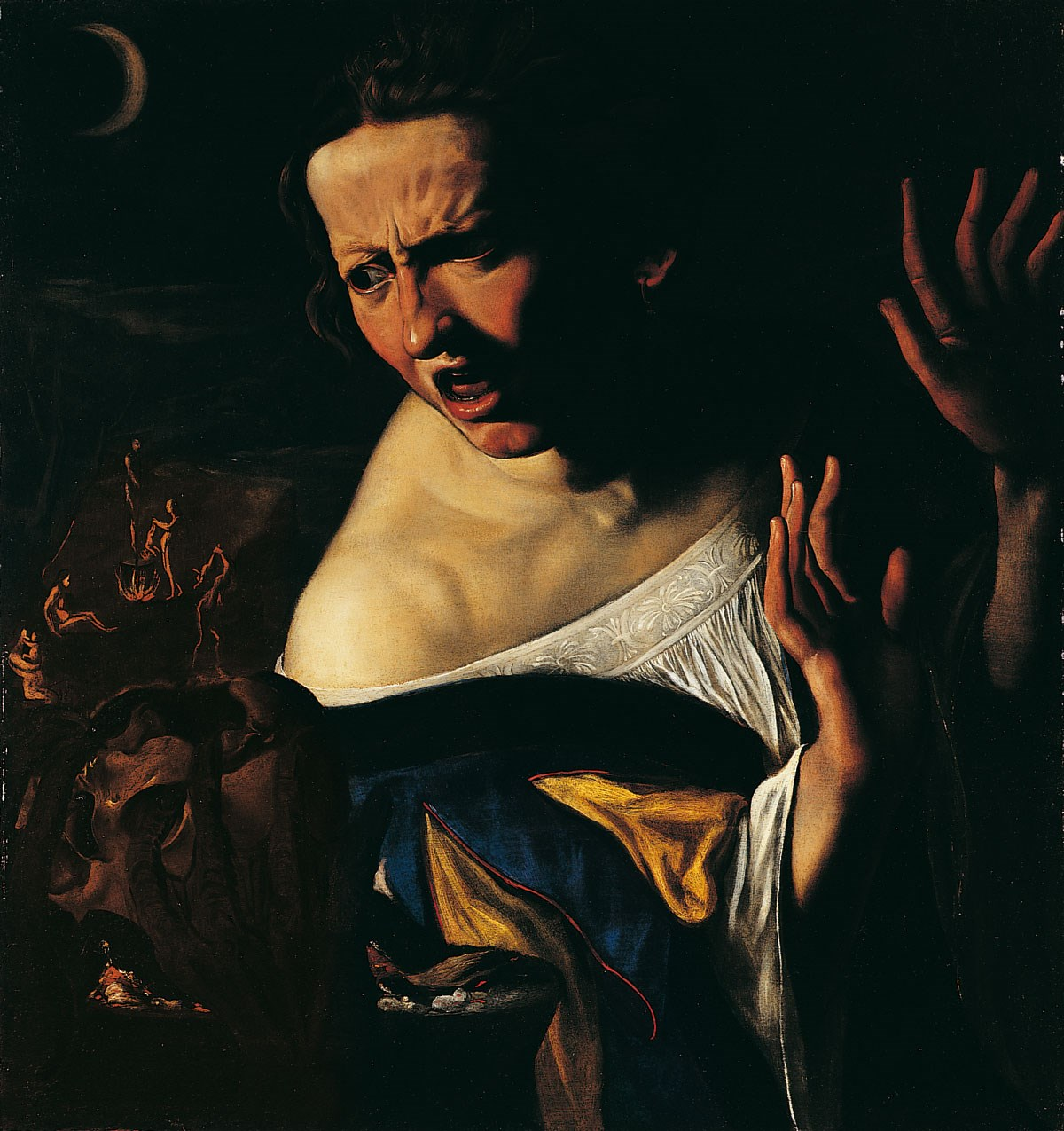
Angelo Caroselli, Scena di stregoneria, 1620-1630, collezione privata
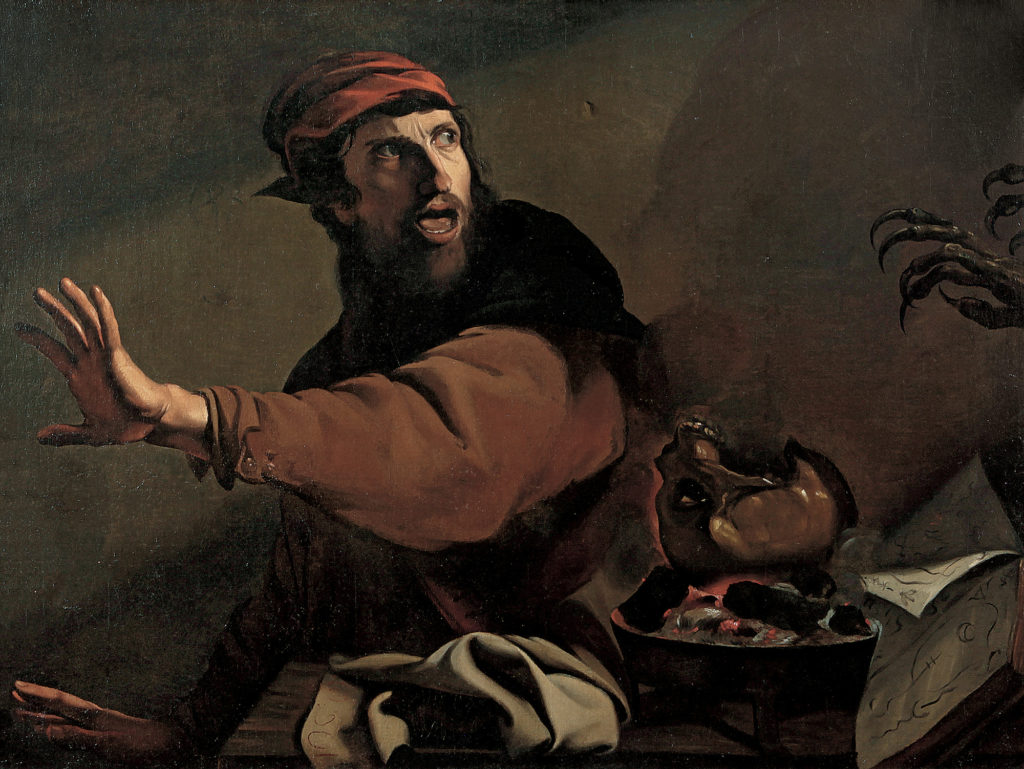
Pietro Paolini, Negromante, 1630 ca., collezione privata

L'opera è firmata sul pentagramma al centro del tavolo dove nell'angolo superiore sinistro si legge P. V. Laer.
Che si tratti di un autoritratto è conclusione cui si è giunti confrontando il protagonista della scena con l'autoritratto del Van Laer conservato agli Uffizi.
Il dipinto è datato solo sulla base di considerazioni stilistiche e nulla è noto sulle circostanze della sua realizzazione. È probabile però che esso non sia il prodotto di una commissione ma sia stato eseguito per personale diletto del pittore.

## Descrizione e stile

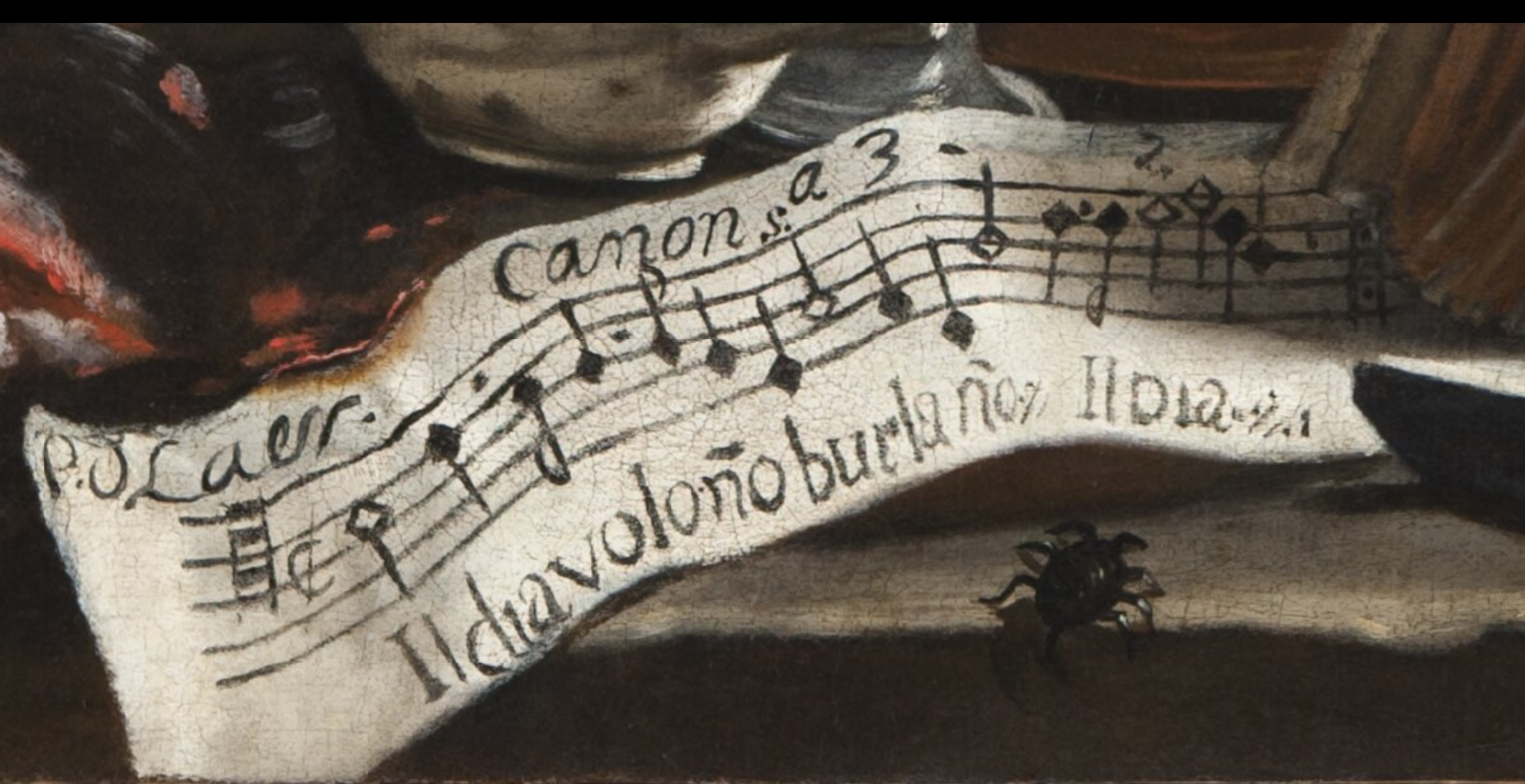
Particolare: il canone a tre voci con la firma del Van Laer

Il Van Laer si è autoritratto seduto ad un tavolo imbandito con disparati oggetti utilizzati per un rito da negromante. 
Il già citato teschio sulle braci, un vasetto dove si scorge un liquido rossastro - forse del sangue o l'ingrediente di un esperimento alchimistico -, un coltello da rituale (un athame), un bicchiere con dentro degli insetti neri. E poi una candela, un libro con misteriosi simboli esoterici quali un cuore trafitto e un pentacolo, cioè la stella a cinque punte spesso associata ai culti demoniaci. E ancora, un cartoccio dal quale sono stati rovesciati dei semi che è forse un'allusione alla parabola evangelica della zizzania, quindi all'azione nefasta del diavolo. Infine, al centro di questa singolarissima natura morta vi è un pentagramma sul quale (oltre alla firma del pittore) leggiamo in alto canone a 3 (quindi un canone a tre voci) e in basso Il diavolo nó burla.
Sotto il pentagramma c'è un grosso ragno, verosimilmente una tarantola, insetto cui erano attribuite valenze demoniache. 

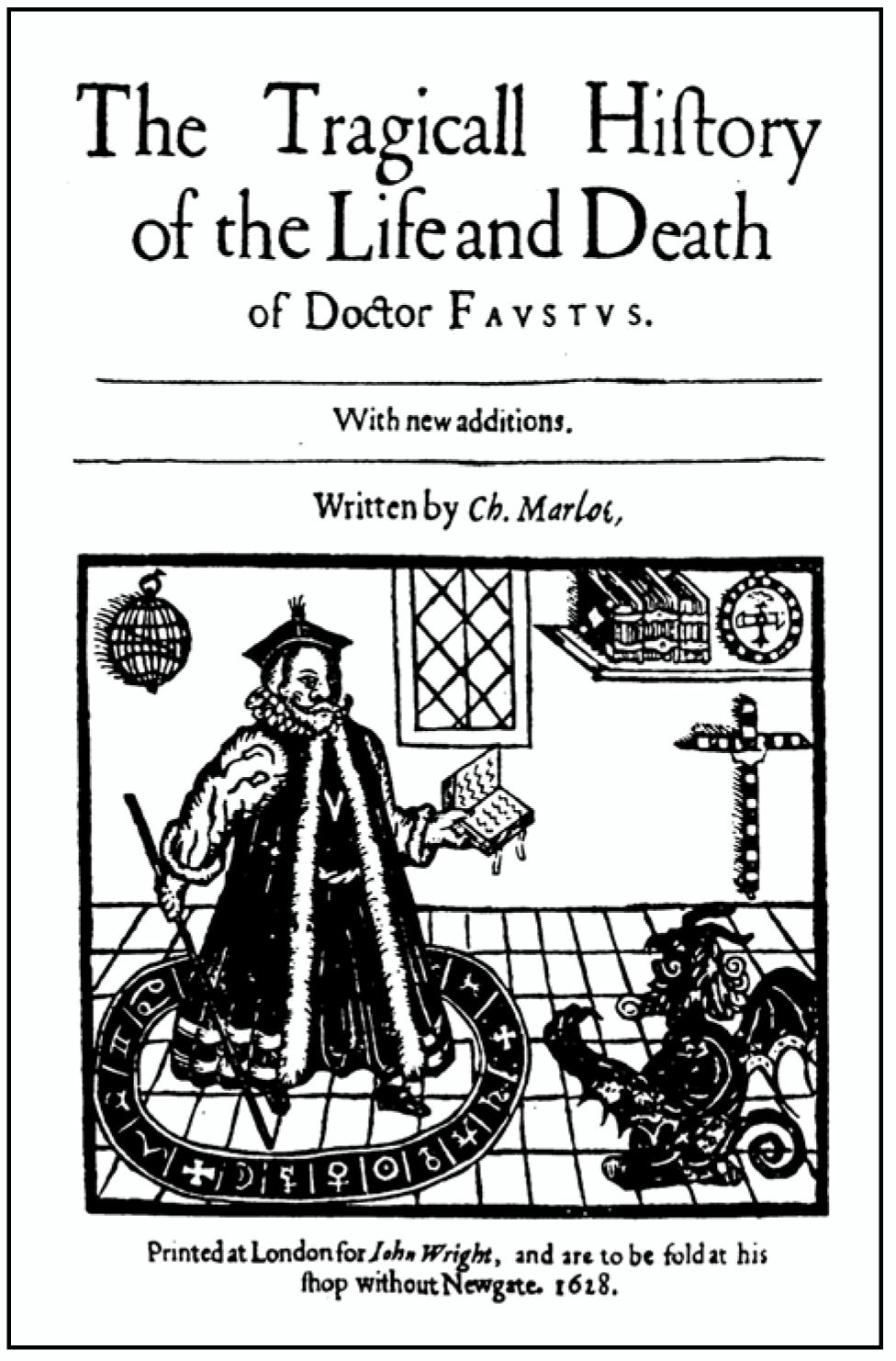
Illustrazione del 1628 del Doctor Faust di Christopher Marlowe

La sequenza di note dello spartito - che potrebbe essere stata ideata dallo stesso Van Laer, musicista dilettante - forma un tritono melodico, elemento compositivo che nelle teorie musicali medievali venne denominato diabolus in musica e assunse una valenza misterica e malefica. La composizione quindi, sorta di colonna sonora della scena, ben si associa alle parole del testo messo in musica che ammoniscono sul fatto che il diavolo non scherza.
Ed è proprio il motto musicato che forse sintetizza il senso ultimo del dipinto. Il demonio, incautamente evocato con il rito negromantico, fa infatti capolino sulla scena: sulla destra del quadro entrano nello spazio pittorico gli spaventosi artigli di un demone scheletrico che stanno per ghermire il pittore. Questi, ovviamente terrorizzato, irrompe in un disperato urlo di paura. 

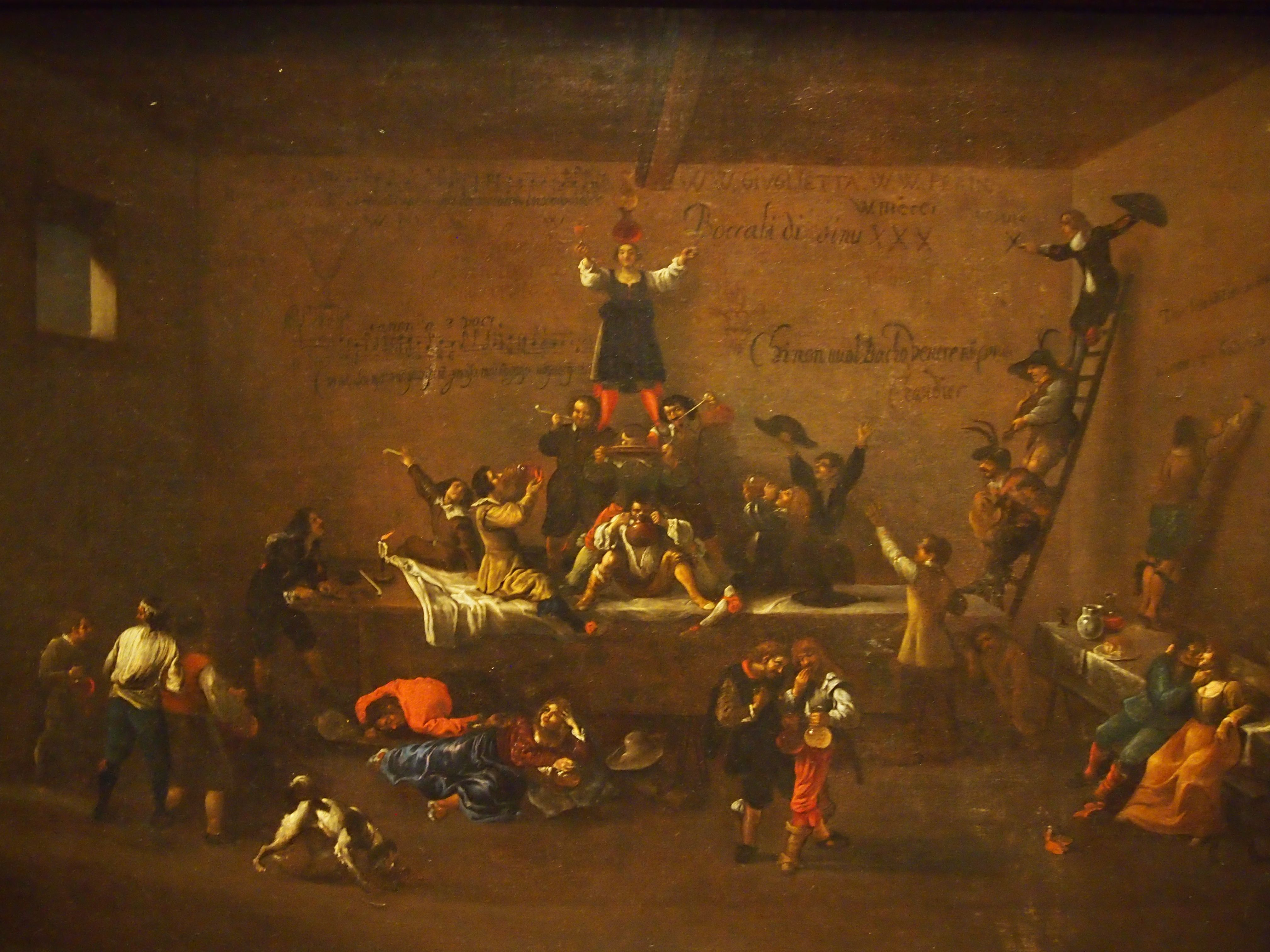
Roeland van Laer, Bentvueghels all'osteria, 1626 ca., Roma, Museo di Roma

Contenutisticamente si è colto un nesso tra il dipinto del Van Laer e il dramma teatrale La tragica storia del Dottor Faust, dato alle stampe da Christopher Marlowe sul finire del sedicesimo secolo. In particolare, l'autoritratto del Bamboccio riecheggerebbe la scena finale del dramma, allorché, allo scadere del tempo convenuto, il disperato Faust è raggiunto dal demonio che viene a prendergli l'anima cedutagli anni addietro in cambio della conoscenza. 
Oltre ad una complessiva affinità tematica con l'opera di Marlowe, si è notata altresì una certa vicinanza della composizione del Van Laer ad alcune illustrazioni secentesche del Faust ed in particolare, ma non solo, per il dettaglio del diavolo che si fa avanti, verso chi l'ha avventatamente evocato, mostrando dei minacciosi artigli.

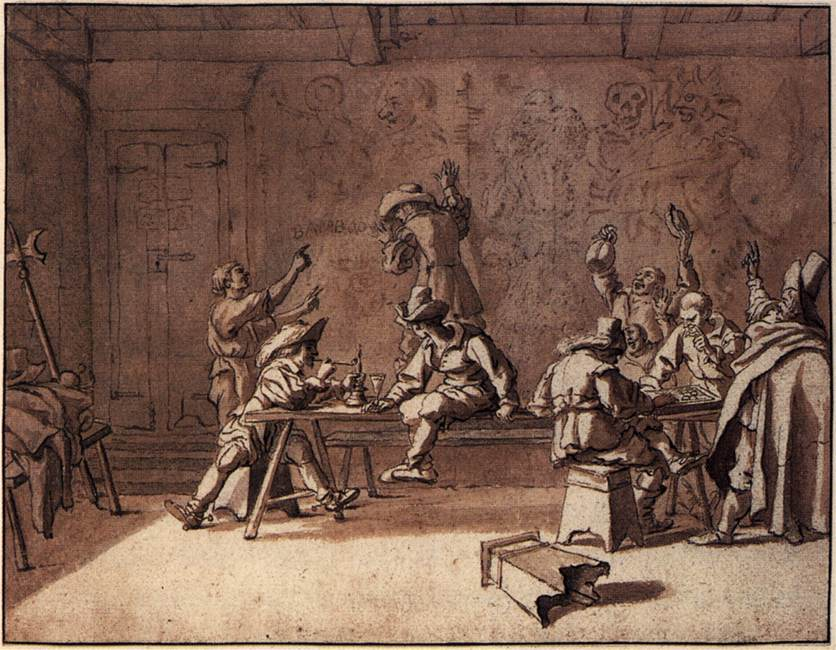
Pieter van Laer, Bentvueghels in una taverna romana, 1625 ca., Berlino Gemäldegalerie

Eppure, al di là dell'orrorifica ambientazione, forse quella del Van Laer è solo una parodia delle terribili scene di negromanzia alla Caroselli.
Lo potrebbe far pensare già la scelta di assegnare a sé stesso il ruolo del negromante. Il Bamboccio era infatti noto nelle osterie di Roma per la sua tendenza alla goliardia e alla bisboccia in compagnia dei membri dei Bentvueghels, cioè la combriccola dei pittori nordici residenti in città, rinomata per le sue intemperanze. Proprio nell'ambiente dei Bentvueghels erano correnti declinazioni goliardiche dei temi esoterici, come appare testimoniato da alcune opere dello stesso Pieter van Laer così come di suo fratello Roeland.
Di quest'ultimo si conserva a Roma una movimentata scena d'osteria dove sulle pareti della locanda vediamo disegnato lo stesso cuore trafitto che appare nell'autoritratto newyorchese di Pieter. Sempre sullo stesso muro è inciso lo spartito di un canone a tre voci. 
Vi è poi un disegno del Bamboccio di analoga ambientazione dove sulla parete dell'osteria sono raffigurati la morte e dei demoni con artigli che ricordano quelli che si osservano nell'autoritratto della Leiden Collection.
Insomma, la vera chiave di questo dipinto potrebbe essere quella grottesca, mettendo in scena un negromante improvvisato e pasticcione - l'antonomastico apprendista stregone  - che si mette comicamente nei guai con la sua imperizia.